# 角度分解光電子分光

角度分解光電子分光の測定原理

角度分解光電子分光 (Angle-resolved photoemission spectroscopy、ARPES)とは、固体の逆格子中にある電子の分布（より正確には１粒子電子励起の密度）を直接的に観測する実験方法のことである。
ARPESは通常の光電子分光を改良したもので、通常はサンプルに軟X線を照射することで得られる光電子を調べる。
ARPESは固体表面の電子構造を最も直接的に調べる方法の１つである。
ARPESから、サンプル（通常は固体）の価電子の方向、速度、散乱過程についての情報が得られる。
つまり電子のエネルギーと運動量の両方の情報を得られ、バンド分散とフェルミ面を詳細に調べることができる。
X線ではなく紫外光を用いた場合のARPESは、ARUPS (angle-resolved ultraviolet photoemission spectroscopy)とも呼ばれる。

## バンドマッピング
物性物理学においてバンドマッピングでは、異なる放出角での光電子を検出する。
このプロセスがARPESで用いられている。
ARPESは固体、固体表面、固体界面の電子構造を調べるために用いられる。
バンドマッピングによって、以下のような固体の基礎物性を決定することができる。
- 電子の運動エネルギー
- 弾性
- 電気特性や磁気特性
- 光学特性

固体の電子状態はエネルギーバンドで記述され、エネルギーバンド分散E(k)、つまりブロッホの定理による結晶中の局在電子のエネルギー固有値に関連する。
バンドマッピングには分光法よりも有利な点がある。
分光法ではk空間中の様々な光学的臨界点でのエネルギーバンド差—始状態と終状態の間のエントロピー—
のみが決定される。
一方でARPESは、フェルミ準位(EF)に対する様々なkでのエネルギーバンドの絶対位置についての情報を与える

## 理論
エネルギー保存則より、
{\displaystyle E=\hbar \omega -E_{f}-\phi }
ここで
- {\displaystyle \hbar \omega }は入射フォトンのエネルギー測定値
- {\displaystyle E}は電子の束縛エネルギー
- {\displaystyle E_{f}}は放出される電子の運動エネルギー測定値
- {\displaystyle \phi }は電子の仕事関数 (サンプルから真空へ電子を取り出すために必要なエネルギー)

光子の運動量は、電子の運動量に比べて寄与が比較的小さいため無視されることが多い。
一般的にサンプル表面が滑らかである場合、
並進対称性により、サンプル平面での電子運動量の成分は保存される
{\displaystyle \hbar k_{i\parallel }=\hbar k_{f\parallel }={\sqrt {2mE_{f}}}\sin \theta }
ここで
- {\displaystyle \hbar k_{f}}は角度によって測定された放出電子の運動量
- {\displaystyle \hbar k_{i}}は入射電子の運動量

しかし電子運動量の垂直成分{\displaystyle k_{i\perp }}は保存されない。
これを扱う一般的な方法として、結晶中の終状態は自由電子のような状態だと仮定すると、
{\displaystyle k_{i\perp }={\frac {1}{\hbar }}{\sqrt {2m(E_{f}\cos ^{2}\theta +V_{0})}}}
ここで{\displaystyle V_{0}}は真空からのバンド深さであり、電子の仕事関数{\displaystyle \phi }を含む。
{\displaystyle V_{0}}は表面と垂直方向に放出された電子のみを測定することで決定され、入射フォトンエネルギーの関数として運動エネルギーを測定する。
エネルギーと運動量についての式を解くと、電子の束縛エネルギー{\displaystyle E}と波数ベクトル{\displaystyle \mathbf {k} _{i}=\mathbf {k} _{i\parallel }+\mathbf {k} _{i\perp }}との間の分散関係を決定することができる。